# Walter Boje
Walter Boje (* 16. November 1905 in Berlin; † 20. Juli 1992 in Leichlingen (Rheinland)) war ein deutscher Fotograf. Er gilt als Wegbereiter der gestaltenden Farbfotografie.

## Leben
Walter Boje studierte Nationalökonomie und schloss das Studium als Diplom-Volkswirt ab. 1932 wurde er mit der Arbeit Der Internationale Eisenpakt in Berlin zum Dr. phil. promoviert. Ab 1939 war er Generalsekretär der Deutschen Akademie der Luftfahrtforschung. Nach dem Zweiten Weltkrieg eröffnete er in Berlin eine Fotokopieranstalt, arbeitete als Fotojournalist und ging später als Theaterfotograf nach Hamburg. 1954 wechselte er zum Unternehmen Agfa nach Leverkusen, für das er bis 1969 unter anderem in der Phototechnischen Zentrale und als Leiter des Werbestudios tätig war. 
1959 lernte er in Köln den Choreografen und Ballettdirektor Aurel von Milloss kennen, der im Begriff war, eine neue Form des Balletts zu entwickeln. Walter Boje gelang es, Milloss’ choreografische Vorstellungen fotografisch zu erfassen, wobei er insbesondere die Farbe als Gestaltungsmittel einsetzte. Dieses Ausdrucksmittel fand Anerkennung unter anderem durch Heinz Hajek-Halke und Peter Cornelius und war richtungsweisend für jüngere Kollegen wie Horst H. Baumann und Kilian Breier.
Walter Boje lehrte am Deutschen Institut für Publizistische Bildungsarbeit in Düsseldorf, an der Universität München und an der Deutschen Journalistenschule München. Er hielt Vorträge in mehreren europäischen Ländern, in den USA und in Kanada.
Walter Boje war Mitglied des Bundes Freischaffender Foto-Designer und mehrere Jahre 1. Vorsitzender und später Ehrenpräsident der Gesellschaft deutscher Lichtbildner (GDL). Er war zwölf Jahre lang Vorstandsmitglied und langjähriger Leiter der Sektion Bild der Deutschen Gesellschaft für Photographie (DGPh), die ihn 1976 zu ihrem Ehrenmitglied ernannte und 1985 mit der „Goldenen Ehrennadel“ auszeichnete. 1989 wurde ihm vom Land Nordrhein-Westfalen die Professorenwürde verliehen.
Walter Boje betrachtete sich selbst als „Feuilletonist mit der Kamera“. Sein Wegbegleiter Leo Fritz Gruber schrieb über ihn: „Walter Boje war ein unbedingter Verfechter der Photographie – ohne ihn wäre es um die Photographie, insbesondere um die Entwicklung der Farbphotographie in Deutschland, in Europa, schlechter bestellt gewesen. Er hat nicht nur beispielhafte eigene kreative Farblichtbilder geschaffen, sondern auch als fördernder Mentor für junge Photographen gewirkt. – Und er war mir ein Freund.“
Walter Boje ist der Vater von Kornelia Boje.

## Schriften
- mit Hermann Harz: Wir rufen zum Experiment. Ketzerische Worte aus Liebe zur Farbfotografie. In: Das deutsche Lichtbild. Jahresschau 1956, S. 23–29.
- Das kleine Agfacolor 1 × 1. Umschau, Frankfurt am Main 1956. 8. Auflage 1967.
- Vom Foto zum Lichtbild. Knapp, Düsseldorf 1956.
- Farbe überall. Umschau, Frankfurt am Main 1960.
- Magie der Farbenphotographie. Econ, Düsseldorf 1961.
- Mut zur Farbe. Umschau, Frankfurt am Main 1963.
- Fotografieren mein Hobby. Südwest, München 1965.
- Portraits in Farbe. Knapp, Düsseldorf 1976, ISBN 3-87420-083-3.

## Ehrungen
- Ausstellung: Magie von Farbe und Bewegung – Dem Photographen Walter Boje zum 100. Geburtstag. Deutsches Tanzarchiv/SK Stiftung Kultur, Köln, 28. Januar – 10. April 2005[1]
- Festschrift: Walter Boje – Geburtstag. Zusammengestellt von Dino Simonett in Zusammenarbeit mit Bruno Margreth. Edition Dino Simonett, Zürich 2005, ISBN 3-905562-20-0.